# إتش إم إس كوتسمور (إل 78)
كانت إتش إم إس كوتسمور مدمرة من فئة هنت تتبع للبحرية الملكية البريطانية. بُنيت السفينة من قبل شركة بناء السفن الاسكتلندية يارو في حوض بناء السفن الخاص بهم في سكوتستون [الإنجليزية]، غلاسكو في 1939-1940، وأُطلقت إلى الماء في 5 سبتمبر 1940 وبدأ تشغيلها في 29 ديسمبر من ذلك العام.
خدمت كوتسمور في بحر الشمال والقناة الإنجليزية خلال الحرب العالمية الثانية، وشاركت في غزو النورماندي في يونيو 1944. ونجت من الحرب وبيعت لمصر في 1950، وأطلق عليها اسم إبراهيم الأول والذي تغير مرة أخرى إلى محمد علي الكبير في 1951 وأعيد تسميتها لاحقاً إلى سجم بورسعيد. وتحولت في النهاية إلى هيكل للتخزين والإيواء في 1986.